# Alton Carson

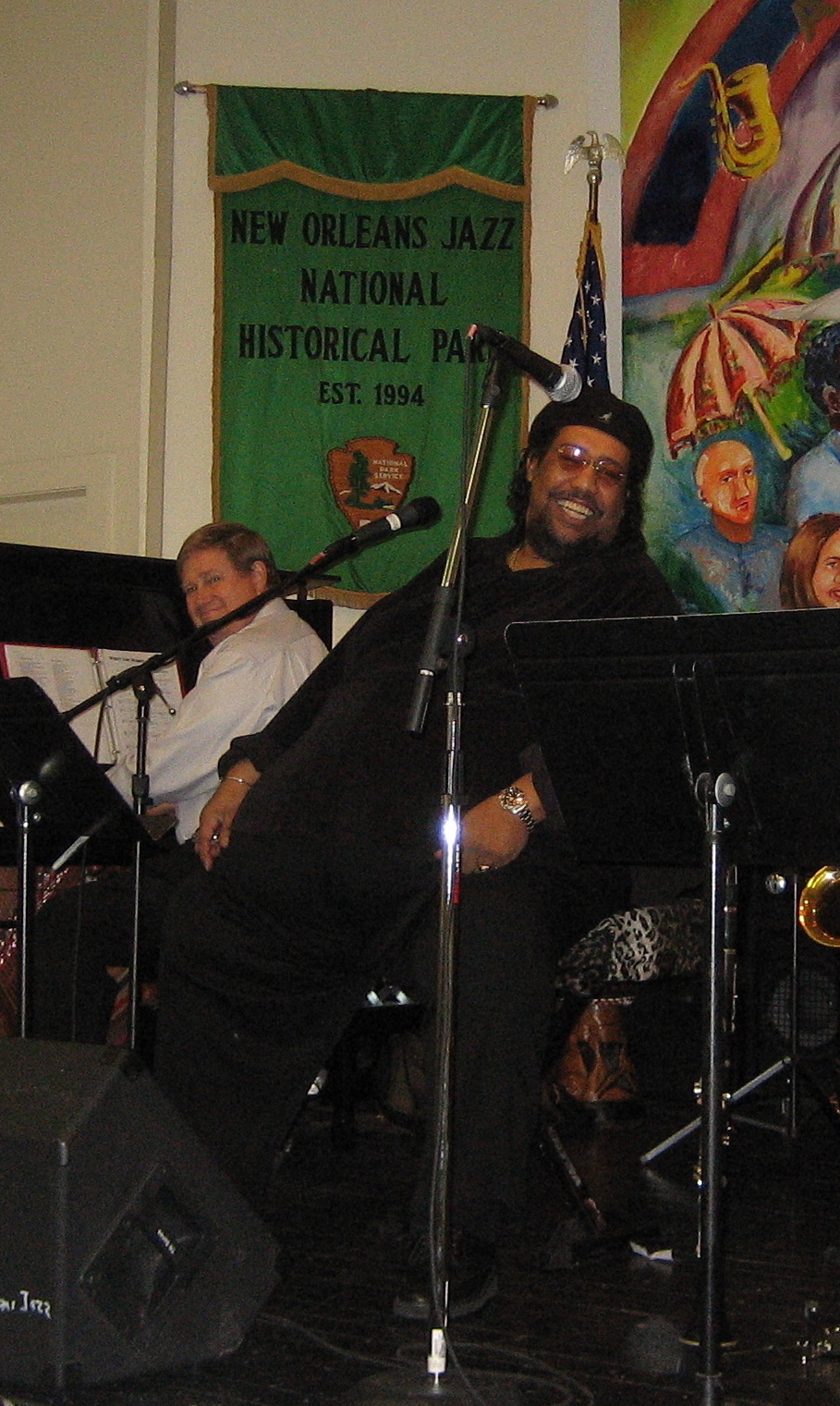
Big Al Carson (vorne), mit dem Pianisten Lars Edegran

Alton „Big Al“ Carson (* 2. Oktober 1953; † 26. April 2020) war ein US-amerikanischer Blues- und Jazzmusiker (Gesang, Tuba, Basshorn), der in der Musikszene von New Orleans aktiv war.

## Leben und Wirken
Carson trat bereits als Kind mit Kirchenensembles auf und spielte in der Schulband der Booker T. Washington High School. Anschließend studierte er an der Xavier University, bevor er in den frühen 1980er Jahren eine Karriere als professioneller Musiker begann. Er spielte als Tubist und Hornist bei Doc Paulin, in der Tuxedo Jazz Band, der Olympia Brass Band, in der Eureka Brass Band, The Riverwalk Jazz Band und der Spirit of New Orleans Brass Band. In späteren Jahren betätigte er sich vor allem als Jazz- und Blues-Sänger.
Carson wurde zu einem festen Bestandteil der Musikszene in New Orleans und gastierte regelmäßig auf den Festivals der Stadt. Mit seinem (beinahe allabendlichen) Auftritt in der Funky Pirate Bar, wo er mehr als 25 Jahre lang mit seiner Band, den Blues Masters, spielte, eine Art Institution in der Bourbon Street. Im Bereich des Jazz war er laut Tom Lord zwischen 1985 und 1997 an acht Aufnahmesessions beteiligt.
1994 tourte Carson durch Europa bei einer New-Orleans-Music-Tour, bei welcher er auch für die niederländische Königsfamilie spielte. An der Tour waren außerdem die Künstler Aaron Neville und Ernie K-Doe beteiligt. Im Jahr 2002 legte er das Album  Take Your Drunken Ass Home vor; dessen Titelsong wurde von Carson geschrieben, als der Bluesmusiker und seine Band während ihres Sets wiederholt von einem betrunkenen Gönner in einer Bar in New Orleans unterbrochen wurden. Seitdem ist das Lied während der Karnevalssaison zu einem Favoriten geworden.
Carson starb im April 2020 im Alter von 66 Jahren an den Folgen eines Herzinfarkts.

## Diskographische Hinweise

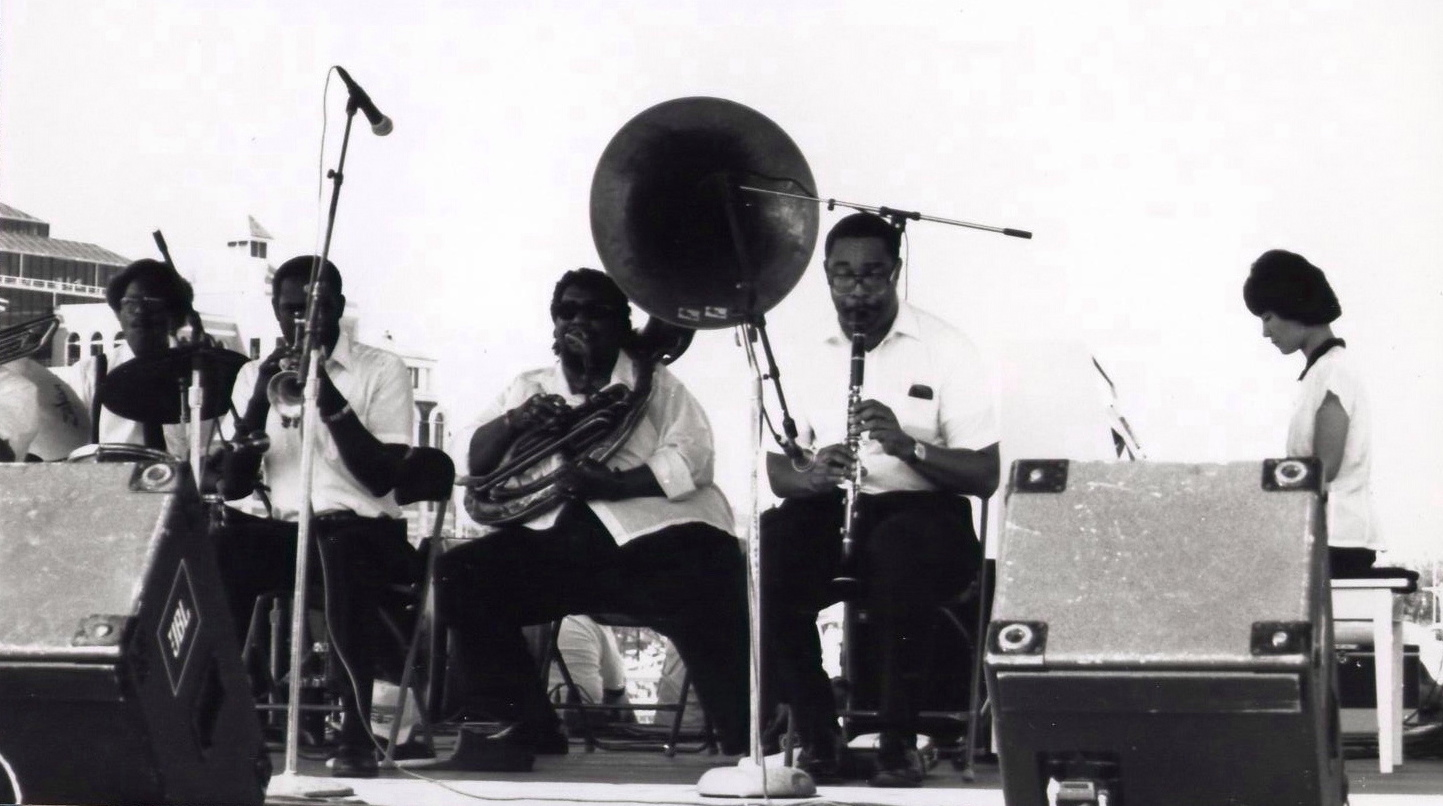
Carson am Sousaphon mit Dr. Michael Whites Liberty Jazz Band, 1990

- Magnificent Seven with Milton Batiste and Alton Carson: Best of Bourbon Street Jazz (Mardi Gras, 1990), u. a. mit Wendell Eugene, Don Vappie
- The Magnificent VII: Authentic New Orleans Jazz Funeral (Mardi Gras, 1991)
- Magnolia Jazzband with „Big Al“ Carson: 25Th Anniversary Concert (MJB, 1997)